# Поплат (Берковићи)
Поплат је насељено мјесто у општини Берковићи, у Републици Српској, БиХ. Према попису становништва из 1991. у насељу је живјело 457 становника. До 1981. године званични назив насеља је био „Доњи Поплат“.

## Географија
Поплат је мјесто које се налази у Херцеговини.

## Историја
Име Поплат вероватно потиче од старог назива за табан — поплат, што је била и мера за дужину. Постоје трагови да је постојао и у доба Илира. После долазе Римљани, а и данас је видљив остатак римског пута и римских зидина. У средњем веку Поплат је припадао Жупи Дабар. У одређеним раздобљима (Османско царство, Аустроугарска анексија, Краљевина СХС) припадао је или Љубињском или Столачком срезу. До 1955. године постојали су котари, као облик управно-просторног уређења. Након тога су успостављене општине, а 1967. године укинути котари. Од тада па све до рата у Босни и Херцеговини 1991. године Поплат је био у саставу општине Столац. После рата и формирањем општине Берковићи, део је те општине.
Овде се налази Некропола стећака Некук.

### Други свјетски рат
Тако су у селу Поплат недалеко од Стоца убили Србина Марка Михића студента, песника и комунисту, секретара КПЈ за Столац кога су преварили тако што су обећали да ће из затвора пустити чланове његове породице, жену, децу два брата и оца, само ако се он пријави усташама. На тај начин су ухапсили и Драгу Марића и још око 20 ђака студената и радника, углавном напредне омладине, комуниста и симпатизера КПЈ, одвели их у правцу Љубиња и све побацали у јаму на Ражаном Долу, и у друге јаме. Ликвидацију Марка Михића и осталих извршила је група усташа на челу са шефом усташке страже у Стоцу Назифом Жуном, а непосредни извршилац убиства Марка Михића био је Мехо Демировић рођен 1922. године шофер из Гацка, који је ступио у усташе одмах у априлу 1941. године.
Иначе, под изговором да се ради о борби „против четника“ и опасности од српског устанка око Видовдана, усташе су и у околини Стоца свакодневно хапсиле и убијале Србе.
Село Поплат није страдало јер су муслимани Ахмед Карајица и Хакија Кустурица рекли Србима да се склањају, да сутра „4. августа долазе усташе из западне Херцеговине са камионима да вас терају на Бивоље Брдо и баце у јаму“. Чак је Карајица дао и пушку Србину са Поплата Миливоју Михићу“.

## Храм
Храм Св. Арханђела Михајла саграђен је 1867. године, за време пароха јеромонаха Софронија Вуковића. Уз њега је саграђена и прва школа на Поплату. Звоник је грађен 1902. године. Спалиле су га усташе 1941. године. Обнова на челу јеромонаха Симеона (Биберџића) је започела 1957, а 1967. године су радови завршени. У порти цркве налазила се школа са читаоницом и становима за учитеље. Школа је узурпирана и девастирана 1992, од стране хрватске војске, док је храм остао нетакнут. Посљедњих година радило се на уређењу дворишта храма и мјесног српског православног гробља. Поплат је имао своју парохију Поплатску и Поплатско-дабарску, данас је дио парохије која носи назив Дабарско-столачка парохија, Епархије Захумско-херцеговачке и приморске, Српске православне цркве. Поплатски храм је један од најјужнијих храмова Републике Српске ка Јадранском мору, има веома изражајан и амбијенталан изглед са плавом куполом и као такав подсјећа на грчке храмове. Многи вјерници из свих крајева, који воде поријекло са Поплата окупљају се на празник храма Светог Архангела Михаила који се празнује 21. новембра по јулијанском календару.

## Становништво
Према попису становништва из 1991. године, мјесто је имало 457 становника.
| Националност | 1991. |
| Муслимани    | 173   |
| Срби         | 162   |
| Хрвати       | 112   |
| Југословени  | 7     |
| остали       | 3     |
| Укупно       | 457   |

| Демографија | Демографија | Демографија |
| Година      | Становника  | Становника  |
| ----------- | ----------- | ----------- |
| 1948.       | 627         |             |
| 1953.       | 530         |             |
| 1961.       | 479         |             |
| 1971.       | 459         |             |
| 1981.       | 535         |             |
| 1991.       | 457         |             |

## Знамените личности
- Димитрије Митриновић, српски критичар, теоретичар, филозоф, есејист, пјесник и преводилац
- Гордан Михић, српски сценариста и писац